# Katherine Stewart-Jones
Katherine Stewart-Jones (Ottawa, 5 maggio 1995) è una fondista canadese.

## Biografia
Attiva in gare FIS dal gennaio del 2013, la Stewart-Jones ha esordito in Coppa del Mondo il 16 gennaio 2016 a Planica (54ª) e ai Campionati mondiali a Lahti 2017, dove si è classificata 35ª nella 10 km, 40ª nella 30 km, 58ª nella sprint, 39ª nell'inseguimento e 10ª nella staffetta. Ai Mondiali di Seefeld in Tirol 2019 si è piazzata 51ª nella 10 km, 28ª nella 30 km, 40ª nella sprint, 39ª nello skiathlon e 12ª nella staffetta e a quelli di Oberstdorf 2021 è stata 23ª nella 30 km, 41ª nella sprint, 28ª nello skiathlon e 9ª nella staffetta. Ai XXIV Giochi olimpici invernali di Pechino 2022 , suo esordio olimpico, si è classificata 36ª nella 10 km, 30ª nella 30 km, 23ª nello skiathlon, 12ª nella sprint a squadre e 9ª nella staffetta; ai Mondiali di Planica 2023 si è piazzata 27ª nella 10 km, 28ª nella 30 km, 23ª nello skiathlon e 8ª nella staffetta e a quelli di Trondheim 2025 è stata 27ª nella 10 km, 47ª nello skiathlon e 9ª nella staffetta.

## Palmarès

### Coppa del Mondo
- Miglior piazzamento in classifica generale: 36ª nel 2023